# IC 2050
IC 2050 — галактика типу SBb (компактна витягнута галактика) у сузір'ї Золота Риба.
Цей об'єкт міститься в оригінальній редакції індексного каталогу.